# Neuwiedia inae
Neuwiedia inae är en orkidéart som beskrevs av De Vogel. Neuwiedia inae ingår i släktet Neuwiedia och familjen orkidéer. Inga underarter finns listade i Catalogue of Life.

## Bildgalleri